# クラヤ薬品
クラヤ薬品株式会社（クラヤやくひんかぶしきがいしゃ）は、かつて存在した、医薬品・医療機器の卸売を扱う企業である。
東京都千代田区紀尾井町に本社を置いていた。

## 概要
熊倉利三郎は、戦前「荒川薬局」に勤務、内匠屋栄は「芙蓉堂薬局」に勤務していたが、第二次世界大戦時召集される。終戦後、内地に帰還した後、東京・上野広小路付近で闇屋で生計をたてていたが、1946年（昭和21年）8月に闇屋を解散し、熊倉芳次郎、利三郎の兄弟と内匠屋栄の3人が「クラヤ薬品商会」を設立した。
社名は熊倉兄弟の倉と内匠屋の屋をとり、漢字よりも人目につくカタカナにしたものである。
創業後の約10年は戦後の物不足の時代で、医薬品も商品さえあればすぐに売れた。自転車の後ろに石油箱を載せ、これに品物を積み、医者周りを始める。クラヤ商会は、設立当初は、商品の大半を「茂木薬品商会」から仕入れていた。
1955年（昭和30年）ころからワクチンの販売を手掛け、その独占的な販売を足がかりに積極的な営業を展開し、1961年（昭和36年）には売上高で東京都でトップに躍進した。1959年（昭和34年）以降は地域密着の営業を展開し相次いで営業所を開設、1963年（昭和38年）からは東京の近県にも進出し横浜・千葉等に営業所を開設した。

## 会社概要
- 沿革 1949年（昭和24年）1月13日 設立
- 代表者 代表取締役社長 熊倉貞武
- 資本金 7,324百万円
- 従業員 3,736名（2008年＜平成10年＞3月）

## 沿革
- 1946年 8月 - 「クラヤ薬品商会」設立
  - 代表取締役社長:熊倉芳次郎、代表取締役専務:内匠屋栄（後の2代目代表取締役社長）、代表取締役常務:熊倉利三郎
  - 茂木薬品商会との取引開始
- 1947年12月 - 出資額19万5000円で「（資）クラヤ薬品商会」設立
- 1947年 9月 - 決算売上高9千万円
- 1949年 1月 - 資本金30万円で「クラヤ薬品株式会社」に商号変更
- 1955年 - 本社新築移転
- 1955年 9月 - 決算売上高5億円
- 1955年 - この年から田辺製薬・大日本製薬・山之内製薬・鳥居薬品・中村滝商店・稲畑産業・武田薬品工業・藤沢薬品工業・日本衛材との順次直接取引開始
- 1963年1月 - 県外営業所第一号店「横浜営業所」開設
  - 埼玉県・栃木県に順次営業所を開設
- 1967年 9月 - 決算売上高100億円突破
- 1968年4月 - 千葉営業所開設
- 1969年 - 新座市に「物流センター」開設
- 1969年 9月-決算売上高14,987,425000円
- 1970年 9月-決算売上高18,126,438000円
- 1971年 9月-決算売上高20,054,912000円
- 1972年 9月-決算売上高20,667,239000円
- 1972年10月-医療機器の販売開始
- 1973年 9月-決算売上高24,713,048000円
- 1974年 9月-決算売上高32,102百万円
- 1974年-「NHI」に加盟
- 1975年 9月-決算売上高37,018百万円
- 1976年 9月-決算売上高43,562百万円
- 1977年 9月-決算売上高51,202百万円
- 1979年-3代目代表取締役社長 野口耕平就任
- 1980年 9月-決算売上高85,215,750000円
- 1981年-名誉会長 熊倉芳次郎 死去
- 1981年 9月-決算売上高100,401,352000円
- 1982年 9月-決算売上高117,648,709000円
- 1983年 9月-決算売上高132,563,524000円
- 1984年-会長 内匠屋栄 死去
- 1984年 -「本郷薬品株式会社」と業務提携
- 1984年8月-「株式会社エム・アイ・シー」（東京都文京区湯島3-26-7・代表取締役社長 佐藤民夫）設立
- 1984年 9月-決算売上高134,619,591000円
- 1985年 -取締相談役 熊倉利三郎 死去
- 1986年 -自動発注システム「KOS（クラヤ・オーダーエントリー・システム）」医薬品情報提供システム「KDI（クラヤ・ドラッグ・インフォメーション）」開発
- 1986年-「晴海配送センター」開設
- 1986年6月-「株式会社トキモ」（東京都千代田区三崎町3-7-13・代表取締役社長 外林雄三）設立
- 1988年7月- JD-NET稼動
- 1988年 3月-決算売上高190,278,995000円
- 1988年10月-本郷薬品株式会社を合併
  - 大手の「三共」「第一製薬」「塩野義製薬」の3社以外はフルラインとなる
- 1989年 9月-決算売上高222,116,696000円
- 1989年 -4代目代表取締役社長 熊倉貞武 就任
- 1990年7月-三星堂との支店長意見交換会開催
- 1990年 9月-決算売上高227,755,970000円
- 1990年10月 -米国IBRD社（昭和50年 USA,IBRD社設立） へ経営参加
- 1990年10月-三星堂との光ファイルの薬業情報を提供開始
- 1991年4月-大手メーカー6社新仕切制導入で新価格体系に移行
- 1991年 9月-決算売上高244,797百万円
- 1991年10月-「スーパーKOS」開発
- 1992年7月-「IBRDジャパン」を設立（出資率 クラヤ薬品85％・三星堂15％）
- 1992年 9月-決算売上高270,532百万円
- 1992年11月-「ミスターKOS」販売開始
- 1993年-「山形営業所」開設
- 1993年 9月-決算売上高296,118百万円
- 1994年4月-「IBRDジャパン」から三星堂が出資引き上げしクラヤ薬品100％子会社化
- 1994年7月29日 -東京証券取引所一部上場・証券コード：9940
  - 証券取引所：東証1部
  - 決算日：3月末日
  - 中間決算日：9月
  - 額面：50円（単位--100株）
  - 製品：医療用医薬品92%,一般用医薬品2%,医療機器・用具・診療材料6%,試薬他1%
- 1994年 9月-決算売上高314,623百万円
- 1995年-USA子会社「IBRD社」を通して英国の医薬品臨床開発受託会社「ROSTRUM社」を12億円で買収
  - 「MCRC社」（英国：1984年設立）へ経営参加
  - 「IBRD社」と「MCRC社」の一元化を図り、「IBRD-ROSTRUM GLOBAL社」と商号変更
  - 「IBRD-ROSTRUMグループ」として日米欧三極開発支援体制
- 1995年-「浜松営業所」開設
- 1995年2月-愛知県に「名古屋支店」開設
- 1995年5月31日-「カワイ」と業務提携
- 1995年 9月-決算売上高336,503百万円
- 1995年10月-「株式会社ホウヤク」（年商・635億円）を合併
  - 「第一製薬」との取引開始
- 1995年-新潟県に「新潟支店」・宮城県に「仙台営業所」・山形県に「酒田営業所」・「米沢営業所」開設
- 1996年-USA子会社「IBRD社」赤字拡大し採算ライン割れ
- 1996年-福島県に「福島営業所」・「郡山営業所」・「いわき営業所」開設
- 1996年4月-「静岡営業所」開設
- 1996年5月-「山形支店」「平塚営業所」開設
- 1996年9月-「健康科学検査研究所」を2億円で譲渡
- 1996年10月-「北海道支社」「大阪物流センター」「大阪営業所」「富田林営業所」設立
- 1997年 3月-決算売上高220,066百万円
- 1997年 -「広島営業所」「岡山営業所」「神戸営業所」「埼玉物流センター」「加須物流センター」「有明物流センター」開設
- 1997年7月-「KURAYA (USA) CORPORATION」（3625 DEL AMO BLVD. SUITE #150 TORRANCE, CA 90503 USA・代表取締役社長 ジェリー宍戸）設立
- 1997年10月「カワイ株式会社」を合併
- 1998年- 「IBRD-ROSTRUM GLOBAL社」を「PHOENIX社」に譲渡
- 1998年 3月-決算売上高452,513百万円
- 1998年4月-「クラヤ化成株式会社」（長野県長野市稲葉917・代表取締役 岸田 和喜）設立
- 1998年6月-「株式会社物流二十四」（東京都文京区湯島3-26-7・代表取締役社長 有賀保雄）設立
- 1998年- 赤字のUSA臨床試験子会社IBRDを24億円で売却（連結USA9社）
- 1999年8月1日-「やまひろ」の全株を取得し完全子会社化
- 2000年4月- 「IBRD JAPAN株式会社」の全株式を譲渡
- 2000年3月決算売上高4525億13百万円
- 2000年4月1日-「三星堂」と「東京医薬品」と合併、「クラヤ三星堂」に商号変更
  - クラヤ薬品「東京都」・「千葉県」・「神奈川県」のシェア1位
  - 全大手メーカーとのフルライン化

## 主な取引メーカー
- 武田薬品工業
- 山之内製薬
- エーザイ
- 大塚製薬
- 住友製薬
- 中外製薬
- 協和発酵
- 藤沢薬品工業
- 大日本製薬
- バイエル 等

## 営業地域
東京都・北海道・宮城県・山形県・福島県・茨城県・栃木県・群馬県・埼玉県・千葉県・神奈川県・新潟県・長野県・静岡県・愛知県・大阪府・兵庫県・奈良県・和歌山県・岡山県・広島県

## 大株主
- 自社従業員持株会
- 熊倉貞武（クラヤ薬品社長）
- 内匠屋理（クラヤ薬品副社長）
- あさひ銀行
- 武田薬品工業
- 住友信託銀行
- ノーザン・トラスト・カンパニー
- 東京三菱銀行
- 千寿製薬

## 関連会社

### 栃木クラヤ薬品
- 本社:栃木県宇都宮市平出町4303
- 設立:1969年（昭和44年）7月
- 資本金:2000万円
- 株主:サクラヤ薬品株式会社
- 従業員:63名
- 営業所:栃木・石岡・宇都宮
- 主要取引メーカー:藤沢薬品工業・エーザイ・山之内製薬・武田薬品工業・田辺製薬

### セルメスタ(旧 クラヤ商事)
- 本社:東京都墨田区石原4-25-12
- 事務所:札幌（北海道札幌市豊平区豊平7条9丁目1-1）・大阪（大阪府大阪市北区西天満6-2-11梅ヶ枝町パークビル）
- 川越物流センター:埼玉県川越市問屋町14-2
- 資本金:6500万円
- 社長:熊倉利和
- 沿革:1971年（昭和46年）9月、クラヤ薬品の特需部と上野小売部を分離し、資本金4000万円で設立。2005年（平成17年）10月、社名を「セルメスタ」へ変更。
- 主要取引メーカー:藤沢薬品工業・大正製薬・山之内製薬・田辺製薬・中央興医会・ライオン
- 大株主:クラヤ薬品
- 関連会社:クラヤ薬品・アスク